# 大亞歷山德里夫卡 (鮑里斯皮爾區)
大亞歷山德里夫卡（烏克蘭語：Велика Олександрівка），是烏克蘭中北部基輔州鲍里斯皮尔区普里斯托利奇纳市镇的村落。始建於1775年，面積1.81平方公里，海拔高度126米，2001年人口2,378，人口密度每平方公里1,228.2人。
50°23′36″N 30°52′33″E / 50.39333°N 30.87583°E